# ستيوارت فورد
ستيوارت فورد (بالإنجليزية: Stuart Ford)‏ (20 يوليو 1971 - ) هو لاعب كرة قدم بريطاني في مركز حراسة المرمى. لعب مع نادي سكاربورو.

## وصلات خارجية
- ستيوارت فورد على موقع Soccerbase.com (لاعب) (الإنجليزية)